# المكحالي (المخادر)

تعديل مصدري - تعديل

المكحالي محلة تابعة لقرية منزل الطلح، التابعة لعزلة السحول بمديرية المخادر إحدى مديريات محافظة إب في الجمهورية اليمنية، بلغ تعداد سكانها 134 حسب تعداد اليمن لعام 2004.